# Henning Luther
Henning Luther (* 31. August 1947 in Lüneburg; † 31. Juli 1991 in Marburg) war Professor für Praktische Theologie am Fachbereich Evangelische Theologie der Philipps-Universität in Marburg.

## Leben
Henning Luther studierte von 1966 bis 1972 in Bethel, Heidelberg und Mainz Evangelische Theologie, von 1971 bis 1978 schloss sich ein Pädagogikstudium an. Nach seinem Studium der Theologie begann er ein Promotionsprojekt in Mainz bei Gert Otto. 1976 wurde er summa cum laude promoviert. Der Titel seiner Dissertation „Wissenschaft als kommunikativer Bildungsprozeß. Die Reform des Theologiestudiums im Rahmen einer diskursiven Hochschuldidaktik“ zeigte bereits einen zentralen Begriff seines Schaffens: Bildung.
1972 heiratete Luther Renate Clabes, die bereits 1981 verstarb. Der Tod, vor allem im Kontext der Seelsorge, wurde zu einem weiteren Thema Luthers.
1975 begann Luther sein Vikariat in Gemünden (Westerwald) und wurde 1979 in Mainz ordiniert.
1982 habilitierte sich Luther mit der Habilitationsschrift „Religion – Subjekt – Erziehung. Grundbegriffe der Erwachsenenbildung am Beispiel der Praktischen Theologie Friedrich Niebergalls“. Die Theologie Friedrich Niebergalls gehörte neben der Theologie seines Lehrers Gert Otto und der Philosophie Emmanuel Levinas’ zu den prägenden Einflüssen. Das Subjekt und seine Individuation waren weitere Kernpunkte seiner theologischen Arbeit.
In der folgenden Zeit lehrte Luther als Privatdozent in Mainz, bis er 1986 als Professor für Praktische Theologie an die Philipps-Universität Marburg berufen wurde. Damit lehrte er an eben dem Fachbereich, an dem bereits Niebergall tätig gewesen war. Gerade die Wechselbeziehung zwischen Luther als einem Theologen, der mit der Kritischen Theorie Adornos und ihrer theologischen Applikation durch seinen Lehrer Gert Otto als einer „kritischen Theorie religiös vermittelter Praxis“ vertraut war, und einer Fakultät, die stark von den Ideen der 68er beeinflusst war, erwies sich als gegenseitig fruchtbar. So ist es bemerkenswert, dass die Marburger Fachschaft, die ansonsten deutliche Distanz zu den Dozierenden pflegte, den posthumen Aufsatzband „Religion und Alltag“ finanziell unterstützte.
Henning Luther verstarb nach langer Krankheit 1991 und wurde auf dem Friedhof im Marburger Stadtteil Ockershausen beigesetzt.

## Schriften
- Kommunikation und Gewalt. Überlegungen zu einer Theorie der Politästhetik; Gießen: Achenbach Edition, 1973; ISBN 3-87958-006-5
- Wissenschaft als kommunikativer Bildungsprozeß. Die Reform des Theologiestudiums im Rahmen einer diskursiven Hochschuldidaktik; Diss. theol.; Mainz 1976
- Hochschule und Bildung. Für ein Geschichtsbewußtsein in der Hochschuldidaktik; Blickpunkt Hochschuldidaktik 55; Hamburg 1979; ISBN 3-88334-094-4
- Hochschuldidaktik der Theologie. Historische und systematische Vorklärungen; Hochschuldidaktische Materialien 77; Hamburg 1980; ISBN 3-88334-103-7
- Religion – Subjekt – Erziehung. Grundbegriffe der Erwachsenenbildung am Beispiel der Praktischen Theologie Friedrich Niebergalls; München: Kaiser, 1984; ISBN 3-459-01569-1
- Religion und Alltag. Bausteine zu einer Praktischen Theologie des Subjekts; Stuttgart: Radius, 1992; ISBN 3-87173-842-5
- Frech achtet die Liebe das Kleine. Biblische Texte in Szene setzen. Spätmoderne Predigten; Stuttgart: Radius, 22008; ISBN 978-3-87173-378-9
- Leben als Fragment. Gesammelte Aufsätze in zwei Bänden, hg. v. Tobias Braune-Krickau, Stuttgart: Radius 2023. (Bd. 1: Texte zu Religion und Kirche, ISBN 978-3-87173-869-2; Bd. 2: Texte zur religiösen Bildung und Praktischen Theologie, ISBN 978-3-87173-870-8).